# Lords of the Rising Sun
Lords of the Rising Sun är ett dator-/TV-spel från 1989, utvecklat och utgivet av Cinemaware, och designat av Doug Barnett. Spelet släpptes bland annat till Amiga, och är en blandning av strategispel som Defender of the Crown, och minispel utformade som klassiska arkadspel.

## Handling
Spelet utspelar sig under 1100-talet i Japan under feodalismens dagar, där general Yoshitsune och Yoritomo slåss om att med våld erövra Japan. Mike Simpson på Creative Assembly menar att spelet influerade Creative Assembly av att skapa spelen i Total War-serien.